# Пайнкюла
Па́йнкюла (ест. Painküla) — село в Естонії, у волості Йиґева повіту Йиґевамаа.

## Населення
Чисельність населення на 31 грудня 2011 року становила 179 осіб.